# 松鼠猴屬
松鼠猴屬（學名Saimiri），是卷尾猴科下的一屬，也常常專門被列爲松鼠猴亞科，包括松鼠猴等五种新世界猴，生活中美和南美的熱帶雨林地區。
體毛較短，多為黃褐色。體型較小，體長在25-35釐米，尾長35-42釐米，體重約為750-1100克。大腦佔體重的比例極高，為1:17，而人類一般只有1:35。
日行動物，樹栖性。尾巴主要用於平衡，在樹枝閒跳躍。
群居，種群可達500頭之多。雜食性，主要以水果和昆蟲為食，偶爾也吃堅果、花蕾、卵和小脊椎動物。
交配受季節影響，母猴每年在雨季分娩，孕期為150-170天。平均壽命約為15年，圈養條件可以活得長一些。